# Hokejový turnaj v Opavě 1971
Hokejový turnaj v Opavě se konal od 13.. do 18. srpna 1971 v Opavě. Zúčastnila se čtyři mužstva, která se utkala jednokolovým systémem každý s každým.

## Výsledky a tabulka
|    |                        | TCHB | TCHA | OPA | TCHJ | V | R | P | Skóre | B |
| 1. | Československo B       | ***  | 5:3  | 5:1 | 4:5  | 2 | 0 | 1 | 14:9  | 4 |
| 2. | Československo A       | 3:5  | ***  | 6:2 | 7:3  | 2 | 0 | 1 | 16:10 | 4 |
| 3. | Slezan Opava           | 1:5  | 2:6  | *** | 4:3  | 1 | 0 | 2 | 7:14  | 2 |
| 2. | Československo junioři | 5:4  | 3:7  | 3:4 | ***  | 1 | 0 | 2 | 11:15 | 2 |

 Československo A -  Československo junioři 7:3 (3:0, 3:1, 1:2)
13. srpna 1971 – Opava

Branky Československa A: 3x Holík, 3x Josef Augusta, Jan Suchý.

Branky juniorů Československa: Marián Šťastný, Černý, Radoslav Čížek.

Rozhodčí: Rudolf Baťa (TCH), Milan Vidlák (TCH)
 Československo B -  Slezan Opava  5:1 (1:0, 2:1, 2:0)
14. srpna 1971 – Opava

Branky Československa B: 2x Oldřich Machač, Miroslav Dvořák, Jan Havel, Milan Nový.

Branky Slezanu Opava: Jorde.

Rozhodčí: Rudolf Baťa(TCH), Michal Bucala (TCH)
 Československo junioři -  Československo B  5:4 (0:0, 0:3, 5:1)
15. srpna 1971 – Opava

Branky juniorů Československa: 2x Marián Šťastný, Pavol Longauer, Horčičák, Jaroslav Měrtl.

Branky Československa B: 2x Ivan Hlinka, Jan Klapáč, Vladimír Martinec.

Rozhodčí: Milan Vidlák (TCH), Michal Bucala (TCH)
 Československo A -  Slezan Opava  6:2 (1:0, 1:0, 4:0)
16. srpna 1971 – Opava

Branky Československa A: Oldřich Machač, Jan Havel, František Pospíšil, Jiří Kochta, Holík, Josef Černý.

Branky Slezanu Opava: Jaroslav Škrobánek, Stařínský. 

Rozhodčí: ???
 Slezan Opava -  Československo junioři  4:3 (1:1, 2:2, 1:0
17. srpna 1971 – Opava

Branky Slezanu Opava: Jorda, Doleží, Kamil Konečný, Václav Elbl.

Branky juniorů Československa: František Černík, Marián Šťastný, Zdeněk Paulík.

Rozhodčí: Richard Hajný (TCH), Jiří Adam (TCH)
 Československo B -  Československo A 5:3 (1:0, 1:1, 3:2)
18. srpna 1971 – Opava

Branky Československa B: 3x Ivan Hlinka, Vladimír Martinec, Bedřich Brunclík.

Branky Československa A: Eduard Novák, Richard Farda, Josef Černý.

Rozhodčí: Richard Hajný (TCH), Aleš Pražák (TCH)